# Long Cay (ö i Belize, Belize, lat 17,18, long -87,57)
Long Cay är en ö i Belize. Den ligger i distriktet Belize, i den östra delen av landet, 130 km öster om huvudstaden Belmopan.